# 千原ジュニアのキング・オブ・ディベート
千原ジュニアのキング・オブ・ディベートは、インターネットテレビ局AbemaTV内ニュースチャンネルAbemaNewsにて、2016年9月25日から2018年9月23日の隔週日曜日の20:00 - 23:00に生配信されている討論バラエティ番組である。

## 概要
2016年7月17日、パイロット版である「千原ジュニアの激論！Abemaコロシアム」を配信。
2016年9月25日、AbemaNewsチャンネルの特番枠としてスタート
。月1回ペースで番組配信を行っていたが、2017年4月から隔週にて配信を行っている。また、4月23日配信回については、AbemaTV1周年記念として5時間の尺を設けた。
内容は、配信回により、2つのテーマを用意しそのテーマに沿ったディベートを行う討論番組で、地上波キー局、準キー局、地方局、BS局の討論番組とは違い、MCであるジュニアが自身の偏見から討論者の討論内容について採点し、得点トップの討論者に対し「キングオブディベート」の称号と景品を与える番組構成になっている。生配信中には、視聴者からTwitterでハッシュタグ「#キングオブディベート」にてツイートを募っている。
2017年4月以降は隔週で番組が配信されていたが、2018年9月23日配信分を持って番組終了となった。千原ジュニア自身は午前帯に移動し、10月7日より本番組同様隔週で『Abema的ニュースショー』をスタートさせる。

## 出演者
- MC：千原ジュニア
- 進行：島本真衣(テレビ朝日アナウンサー)

## 配信回と討論内容
- 2016年9月25日 初回配信回「少子化とセックスレス」、「親子関係と親の責任」
パネリスト：石黒彩、萱野稔人、こんどうようぢ、鈴木涼美、鈴木拓、鈴木奈々、タンク永井、平沼ファナ、渡辺裕太
- 2016年11月13日 初回配信回「結婚制度」、「学歴」
パネリスト：菊地亜美、桜雪、千田有紀、田村裕、椿鬼奴、時人、原田曜平、三船美佳、和田秀樹
- 2016年12月30日 初回配信回「働き方」、「モテる男女」
パネリスト：アレクサンダー、川崎希、遠藤温子（弁護士）、大久保佳代子、神室舞衣、柴田英嗣、鈴木涼美、常見陽平、はあちゅう、ミッツ・マングローブ、森川友義
- 2017年1月22日 初回配信回「ネット・メディア論」
パネリスト：青木理、熊田曜子、鈴木拓、鈴木奈々、谷口真理（弁護士）、津田大介、時人、はあちゅう、堀潤、松浦茂樹(メディアコミュニケーションディレクター)
- 2017年2月19日 初回配信回「セクハラ、パワハラの線引き」
パネリスト：乙武洋匡[4]、SHEILA、島田さくら、鈴木涼美、千田有紀、高橋真麻、手島優、時人、徳井健太、野崎大輔（社会保険労務士事務所代表）
- 2017年3月12日 初回配信回「これでいいの？日本のマスコミ～報道の自由とモラル」
パネリスト：青山佳裕（女性自身記者）、乙武洋匡、熊切あさ美、手島優、中村竜太郎、西田亮介、東国原英夫、藤原一裕
- 2017年4月9日 初回配信回「どこから？どこまで？“浮気”男と女のガチバトル！」
パネリスト：アレクサンダー、川崎希、熊田曜子、小堀裕之、島田さくら（弁護士）、杉山崇、鈴木涼美、徳井健太
- 2017年4月23日 初回配信回「5時間お金討論SP」
パネリスト：愛沢えみり、アレクサンダー、川崎希、飯田泰之、小沢一敬、熊田曜子、品田英雄、鈴木奈々、ブライアン(YouTuber)、堀潤、本坊元児
- 2017年5月7日 初回配信回「これでいいのか？日本人～外国人がモノ申す～」
パネリスト：ケンドーコバヤシ、チャド・マーレン、トニー・クロスビー、はあちゅう、ヒョンギ（朝鮮語版）、プリスカ・モロツィ、マーティ・フリードマン、梨衣名
- 2017年5月21日 初回配信回「許せる？許せない？マナーの線引き」
パネリスト：萱野稔人、鈴木涼美、鈴木奈々、新山千春、多田健二、福田正博、山田五郎、ブライアン（Youtuber）
- 2017年6月4日 初回配信回「ニッポンを滅ぼす！？サービス過剰社会」
パネリスト：飯田泰之、鈴木涼美、鈴木拓、西本貴信、はあちゅう、ベリッシモ・フランチェスコ、堀潤、ミッツ・マングローブ
- 2017年6月18日 初回配信回「滅んでいいのか？日本の地方」
パネリスト：ケミカル⇄リアクション、鈴木奈々、新山千春、ネゴシックス、間寛平、東国原英夫、藤田とし子（地域活性化伝道師）、渡瀬裕哉
- 2017年7月1日 初回配信回「ニッポンが危ない！どうする貧困問題」
パネリスト：飯田泰之、石田明、江川達也、風間トオル、鈴木涼美、平沼ファナ、緑川静香、湯浅誠
- 2017年7月16日 初回配信回「小池都知事に届け！激論どうする東京大改造」
パネリスト：小沢一敬、桜雪、鈴木奈々、川松真一朗、東国原英夫、山田五郎、渡瀬裕哉、米倉春奈（共産党都議会議員）
- 2017年7月30日 初回配信回「こんな男がニッポンを滅ぼす！」
パネリスト：桐島とうか（銀座クラブママ）、鈴木涼美、時人、手島優、ベル（ニューハーフタレント）、向清太朗、LiLy、レイザーラモンRG
- 2017年8月13日 初回配信回「僕らのリーダー論」
パネリスト：佐田正樹、篠原信一、鈴木奈々、ダースレイダー、竹垣悟（元山口組三次団体組長、NPO法人五仁會 代表）、堀潤、前島亜美、山口真由
- 2017年8月27日 初回配信回「平成世代ｖｓ昭和世代」
パネリスト：大倉士門、岡井千聖、奥田愛基、国生さゆり、鈴木涼美、南雲穂波（準ミス東大2016、東京大学大学院生）、原田曜平、東国原英夫
- 2017年9月10日 初回配信回「不倫の“一線”」
パネリスト：萱野稔人、小池美由、小堀裕之、鈴木拓、鈴木奈々、はあちゅう、山路徹、LiLy
- 2017年9月24日 初回配信回「ストレス過剰社会の歩き方」
パネリスト：香山リカ、熊田曜子、小池龍之介、GOMESS、鈴木涼美、徳井健太、はあちゅう、宮島賢也
- 2017年10月21日 初回配信回「人はやっぱり見た目！？“容姿”格差社会」
岩尾望、ヴァニラ、久保田和靖、鈴木奈々、時人、平松隆円、光浦靖子、宮河マヤ
- 2017年11月5日 初回配信回「これでいいのか？ニッポンの政治家」
パネリスト：伊藤俊輔、音喜多駿、川松真一朗、鈴木涼美、古谷経衡、星田英利、堀潤、町田彩夏(政治アイドル)
- 2017年11月19日 初回配信回「大阪vs.東京」※議題が地域間話題の為、出身県も表記
パネリスト：足立康史（大阪府出身）、後藤淳平（大阪府出身）、五月千和加（元ギャル日本舞踊家、東京都出身）、テリー伊藤（東京都出身）、増田有華（大阪府出身）、未知やすえ（大阪府出身）、ロバート・キャンベル（アメリカ合衆国出身）、渡瀬裕哉（東京都出身）
- 2017年12月3日 初回配信回「これでいいのか？日本の学校」
パネリスト：小沢一敬、乙武洋匡、GOMESS、鈴木涼美、野々村直通、藤本淳史、宮内秀樹、LiLy
- 2017年12月17日 初回配信回「2017年大反省会」
パネリスト：足立康史、岩尾望、小森純、鈴木奈々、須藤凜々花、濱松恵、東国原英夫、若狭勝
- 2018年1月1日 初回配信回「2018年こんなモノいらない!元旦5時間SP」
パネリスト：岩井勇気、音喜多駿、鈴木涼美、鈴木拓、徳井健太、はあちゅう、古谷経衡、堀潤、町田彩夏、吉木誉絵
ホープ芸人：きつね（ホリプロコム）、ジェラードン（吉本興業東京本社）、シューマッハ（サンミュージック）、ターリーターキー（人力舎）、中村涼子（ワタナベエンターテインメント）
- 2018年1月14日 初回配信回「長寿社会と死」
パネリスト：加護亜依、川渕孝一、クリス松村、島田さくら（弁護士）、中森あきない、堀潤、村上健志、森口博子
- 2018年1月28日 初回配信回「アキバ・カルチャー」
パネリスト：飯田泰之、板倉俊之、鈴木涼美、須藤凜々花、ダンカン、濱野智史、松崎克俊、松澤千晶
- 2018年2月11日　初回配信回「恋の相談」
パネリスト：有森也実、いしだ壱成、稲田直樹、犬山紙子、大倉士門、重盛さと美、鈴木涼美、パンツェッタ・ジローラモ
- 2018年2月25日 初回配信回「幸せな住み方」
パネリスト：斉藤アリス、鈴木奈々、たかくら引越センター、長嶋修（不動産コンサルタント）、林マヤ、矢部太郎、吉里裕也（東京R不動産 代表ディレクター）、渡辺篤史
- 2018年3月11日 初回配信回「お金の増やし方」
パネリスト：石崎徹、荻原博子、杉原杏璃、鈴木涼美、廣末紀之（ビットバンク 代表取締役CEO）、古谷経衡、山根良顕、レッド吉田
- 2018年3月25日 初回配信回「ダメ女・イイ女」
パネリスト：金子恵美、下田美咲、徳井健太、南雲穂波（東京大学大学院生、元ミス東大準ミス2016）、羽田圭介、東国原英夫、松尾知枝、LiLy
- 2018年4月8日 初回配信回「AbemaTV2周年5時間特番 結婚と家族」
パネリスト：石崎徹、板倉俊之、乙武洋匡、加護亜依、塩村あやか、須藤凜々花、鈴木涼美、経沢香保子、古谷経衡、レッド吉田
- 2018年4月22日 初回配信回「働き方改革」
パネリスト：穴見陽一、入江慎也、勝部元気、須藤凜々花、経沢香保子、堀潤、町田彩夏、柚木道義
- 2018年5月6日 初回配信回「ギャンブルとカジノ」
パネリスト：井川意高、宇佐美典也、岡野陽一、杉原杏璃、鈴木涼美、須藤凜々花、谷川とむ、堀潤、ラファエル（YouTuber）
- 2018年5月20日 初回配信回「デジタルVSアナログ」
パネリスト：かじがや卓哉（iPhone・家電芸人）、加藤將倫（株式会社Progate 代表取締役）、鈴木奈々、須藤凜々花、関口舞（株式会社プールサイド 代表取締役社長）、古谷経衡、三崎優太、やくみつる
- 2018年6月3日放送 初回配信回「平成世代の歩き方」
パネリスト：青木大和、稲井大輝（ミスター東大ファイナリスト）、大倉士門、下田美咲、須藤凜々花、新居日南恵（株式会社manma代表取締役社長）、町田彩夏、三上洋一郎
- 2018年6月17日 初回配信回「パワハラか指導か」
パネリスト：大倉士門、塩村あやか、鈴木涼美、須藤凜々花、大至、東国原英夫、星田英利、正木裕美（弁護士）
- 2018年7月1日 初回配信回「酒との付き合い方」
パネリスト：朝日奈央、伊澤優花（現役東大生、株式会社SACKETIO 代表取締役社長）、岩尾望、徳井健太、中村雄斗（株式会社クリエイティブプレイス 代表取締役兼CEO）、新居日南恵、古畑奈和、堀潤
- 2018年7月15日初回配信回「休み方改革」
パネリスト：井川意高、加勇田雄介（面白法人カヤック編集部兼サボり方改革アドバイザー）、椎木里佳、西村瑞樹、藤田富、古谷経衡、松川るい、LiLy
- 2018年7月29日初回配信回「日本はもう終わっている!?」
パネリスト：乙武洋匡、サヘル・ローズ、鈴木涼美、諏訪原健（元SEALDs、筑波大学大学院生）、谷川とむ、Niki、山根良顕、ルーピン（経営者）
- 2018年8月12日初回配信回「戦争と平和」
パネリスト：青木大和、鈴木涼美、中谷元、南雲穂波（タレント、東京大学大学院生）、藤田富、町田彩夏、三上洋一郎、亘健太郎
- 2018年9月9日初回配信回「政治家 VS 20代」
パネリスト：青木大和、石崎徹、桜雪、諏訪原健、西野未姫、藤田富、ぺえ、松川るい
- 2018年9月23日初回配信回「最後にこれだけは言わせて!!」
パネリスト：乙武洋匡、鈴木涼美、鈴木拓、鈴木奈々、徳井健太、東国原英夫、古谷経衡、堀潤、LiLy

## スタッフ
- ナレーション：安元洋貴
- 統括アドバイザー：太田伸
- 構成：河合秀仁
- 技術統括：田部哲平
- TD・SW：高橋広
- メインサブTD：斉藤匡
- CAM：宮本邦慶、石塚聖、濱川和人、橋本圭祐
- CA：小林咲希、松浦伸哉、小野果南
- VE：東那美
- MIX：松崎宏江
- メインサブMIX：関文彦
- AUD：坊上雄一郎
- AA：佐久間裕子
- 照明：越前充弘
- CGデザイン：島田了一、小林宏嗣
- CGテロップ：村澤ちひろ、大橋緑、石原太郎
- アートディレクション：横井勝
- 美術：高野安隆、小谷知輝、渡邊眞太郎
- ヘアメイク：川口かつら
- MA：小枝真也
- TK：夏目恵理子
- 音効：今野直秀、工藤ヤスシ
- デスク：安田成美
- リサーチ：ワンパイン プラス
- AD：山岡紗織、伊林雄一郎、山ノ内良
- AP：羽根葵、田澤春菜
- ディレクター：西尾良介、立石芳孝、松山佳仁、白井康介
- チーフディレクター：宮下賢治、小関絢也
- キャスティング：柴田泉
- プロデューサー：牧元宗弘（テレビ朝日）、小柳健太（ViViA）
- 制作協力：ViViA[5]
- 制作：テレビ朝日